# David Ángel Abraham
David Ángel Abraham est un footballeur argentin né le 15 juillet 1986 à Chabás (es) (province de Santa Fe). Il évolue au poste de défenseur au CA Huracán.

## Carrière
Il a commencé sa carrière à l'Atlético Independiente en 2003 et était un homme de base de l'équipe première lors de sa première saison en dépit du manque d'expérience. Ses bonnes prestations ont attiré l'attention et l'ont appelé dans la sélection d'Argentine pour jouer à la coupe du monde des - 20ans en 2005 de la FIFA aux Pays-Bas. L'Argentine a gagné le tournoi avec un groupe qui incluait Sergio Agüero, Fernando Gago et Lionel Messi.
Il a fait ses débuts avec Bâle le 18 juillet 2008, avec une victoire 2-1 face aux BSC Young Boys au Stade de Suisse. Au terme d'une saison passée avec Getafe CF, il s'engage le 22 janvier 2013 avec TSG 1899 Hoffenheim pour un montant de transfert avoisinant les 3 millions d'euros. Il s'engage avec l'Eintracht Francfort le 2 juillet 2015, pour un montant de transfert de 3,5 millions d'euros et signe un contrat de 3 ans.

## Palmarès
- FC Bâle
  - Championnat de Suisse (2) : 2010, 2011
  - Coupe de Suisse (2) : 2010, 2012
- Eintracht Francfort
  - Coupe d'Allemagne (1) : 2018

## Sélections
- 6 sélections avec l'Argentine -20 ans en 2005.